# Glacier de Leschaux
Le glacier de Leschaux est un des principaux glaciers qui s'unissent pour former la Mer de Glace. Il naît au pied des Grandes Jorasses, et conflue avec le glacier du Tacul sous l'aiguille du Tacul, vers 2 100 mètres d'altitude. 